# Sikandrabad
Sikandrabad là một thành phố và là nơi đặt ban đô thị (municipal board) của quận Bulandshahr thuộc bang Uttar Pradesh, Ấn Độ.

## Nhân khẩu
Theo điều tra dân số năm 2001 của Ấn Độ, Sikandrabad có dân số 69.902 người. Phái nam chiếm 52% tổng số dân và phái nữ chiếm 48%. Sikandrabad có tỷ lệ 50% biết đọc biết viết, thấp hơn tỷ lệ trung bình toàn quốc là 59,5%: tỷ lệ cho phái nam là 58%, và tỷ lệ cho phái nữ là 41%. Tại Sikandrabad, 17% dân số nhỏ hơn 6 tuổi.